# Vézelay (AOC)
Pour la commune, voir Vézelay.
Le vézelay est un vin blanc d'appellation d'origine contrôlée (AOC) produit dans le vignoble de Bourgogne.
Son vignoble est situé dans l'Yonne, à quarante-cinq kilomètres au sud de Chablis et à trente kilomètres d'Irancy. Cette AOC s'étend sur les communes de Vézelay, Asquins, Saint-Père et Tharoiseau. Il fait partie de la région viticole récemment créée du Grand Auxerrois.
Ce vin, reconnu en 1996 comme dénomination au sein de l'appellation bourgogne (bourgogne-vézelay), devient une appellation à part entière en 2017.

## Histoire

### Antiquité

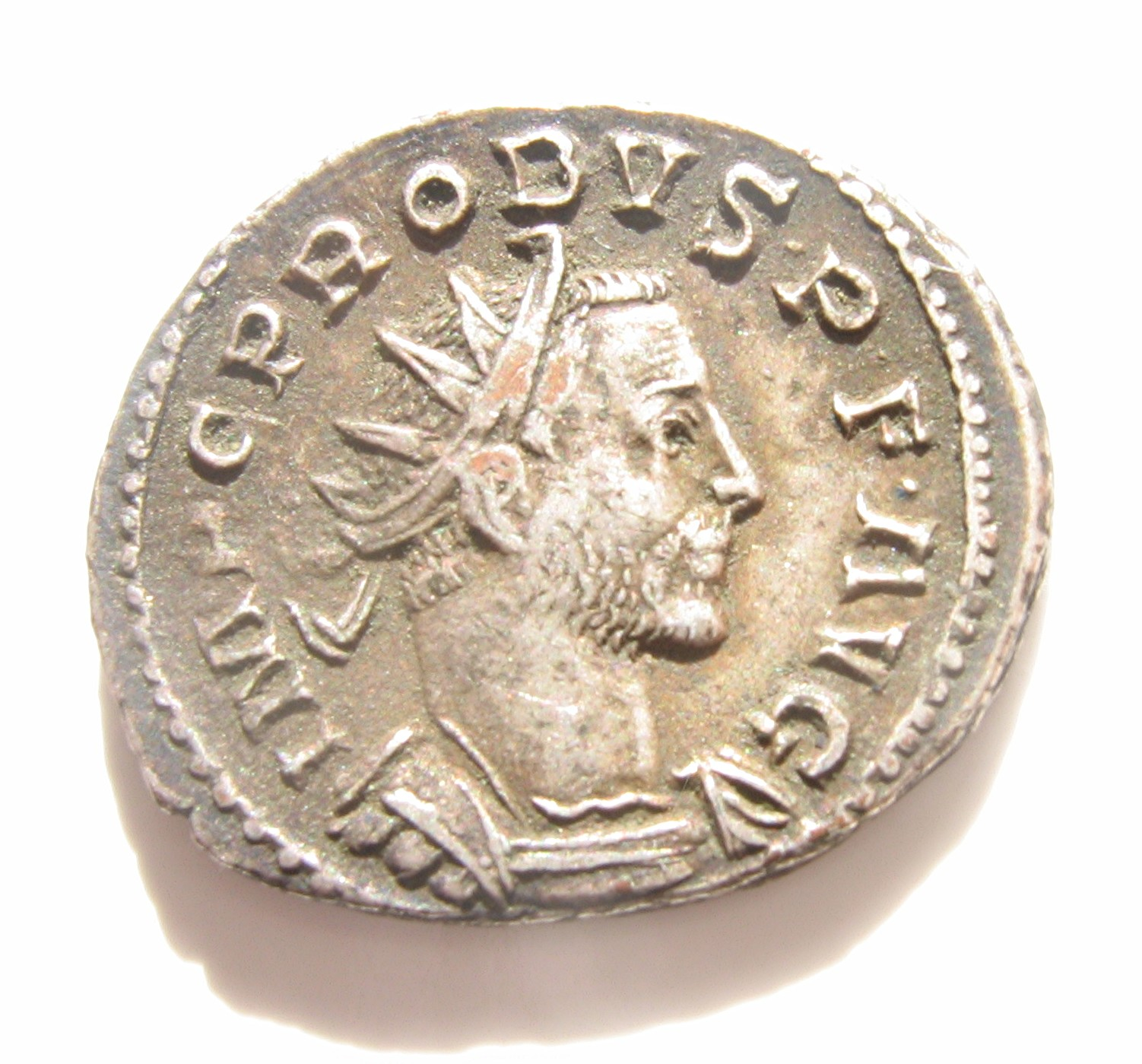
Pièce de monnaie représentant l'empereur romain Probus.

L’édit de l'empereur romain Domitien, en 92 interdisait la plantation de nouvelles vignes hors d’Italie et il fit arracher partiellement les vignes en Bourgogne afin d’éviter la concurrence. Mais Probus annula cet édit en 280.
La présence de la vigne à Vézelay est revendiquée comme remontant à l'époque gallo-romaine (fin du Ier siècle - début du IIe siècle apr. J.-C.). Les vestiges d’un temple dédié à Bacchus ont été découverts sous l’église Saint-Étienne de Vézelay.

### Moyen Âge
Dès le début du VIe siècle, l’implantation du christianisme a favorisé l’extension de la vigne par la création d’importants domaines rattachés aux abbayes. L’implantation d’un monastère de bénédictins vers 858 et le rayonnement de l’abbaye de Vézelay, qui à partir de 1058 devient un important centre de pèlerinage et départ de l’un des chemins de Saint-Jacques de Compostelle, donnent un véritable essor au vignoble.
En 1416, Charles VI fixe par un édit les limites de production du vin de Bourgogne. En 1477, à la mort de Charles le Téméraire, le vignoble de Bourgogne est rattaché à la France, sous le règne de Louis XI.

### Période contemporaine

#### LeXIXesiècle

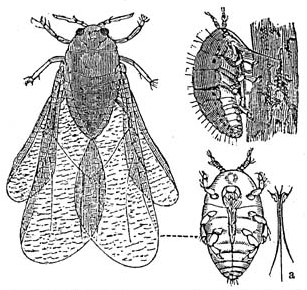
Le phylloxéra.

Dans les décennies 1830-1840, la pyrale survient et attaque les feuilles de la vigne. Elle est suivie d'une maladie cryptogamique, l'oïdium. Arrivent deux nouveaux fléaux de la vigne. Le premier est le mildiou, autre maladie cryptogamique, le second le phylloxéra. Ce puceron térébrant importé accidentellement d'Amérique vers 1860 dévore les racines de la vigne et provoque la mort du cep. Il a mis très fortement à mal le vignoble bourguignon. Un seul traitement se révèle efficace : le greffage. Cette technique consiste à fixer un greffon de vigne chardonnay ou pinot noir sur un porte-greffe, plant américain résistant à l'insecte térébrant. Des pépinières viticoles sont créées à partir de 1889 et le greffage est enseigné dans les écoles d'agriculture d'Auxerre ou de Beaune. Mais le phylloxéra entraîne la disparition totale du vignoble vézelien.

#### LeXXesiècle
Le vignoble de Vézelay se développe à nouveau lentement à partir des années 1970, avec une première plantation en 1973 de deux hectares. En 1985, les parcelles des communes de Saint-Père, Asquins, Tharoiseau et Vézelay sont classées en appellation bourgogne, pour une surface totale de 330 ha (très partiellement plantée). Les techniques en viticulture et œnologie ont bien évolué depuis cinquante ans (vendange en vert, table de triage, cuve en inox, pressoir électrique puis pneumatique...). La qualité s'est considérablement développée, et certains domaines passent en bio à partir des années 2000.
Par le décret du 3 avril 1998, le nom « Vézelay » peut désormais être rajouté à la suite de celui de l'appellation bourgogne sur les étiquette, sous la forme « Bourgogne Vézelay », devenant ainsi une dénomination géographique au sein de l'appellation régionale.

#### LeXXIesiècle
Avec la canicule de 2003, les vendanges débutent pour certains domaines à la mi-août (un mois d'avance), d'une précocité jamais vue depuis 1422 et 1865 d'après les archives.
En 2017, le vézelay devient un vin sous une appellation propre (le bourgogne-vézelay n'étant auparavant qu'une dénomination géographique au sein de l'AOP bourgogne) : le cahier des charges est homologué par l'arrêté du 30 octobre.

## Étymologie
L'appellation a pris le nom de la ville de Vézelay, dont la basilique domine le vignoble.

## Situation géographique

### Géologie et orographie
Les vignes se situent sur les coteaux des communes d’Asquins, Saint Père, Tharoiseau et Vézelay, de part et d’autre de la vallée de la Cure, rivière qui est un affluent de l’Yonne.
Taillée par l’érosion dans une série sédimentaire où alternent des roches de résistances différentes, la vallée de la Cure offre une succession de buttes et de talus étagés, où les expositions au sud et à l’est prédominent. Le vignoble occupe les versants pentus de la Cure et ses vallons latéraux entre 250 et 300 mètres d’altitude.
En rive gauche, le sous-sol est constitué de marnes et calcaires du Bathonien (Jurassique moyen), alors que les versants de la rive droite sont constitués d’une série à dominante marno-argileuse du Lias (Jurassique inférieur).
Les hauts de vignoble sont caractérisés par des sols peu profonds, souvent caillouteux, pauvres en terre fine et reposant sur une roche-mère calcaire disloquée et altérée. A mi-pente et vers le bas de pente reposent des sols d’apport de plus en plus épais constitués par un manteau de colluvions calcaires caillouteuses recouvrant des horizons de sols profonds calcaires et argileux issus de l’altération des différentes roches sous-jacentes : calcaires durs, calcaires marneux, ou marnes.

### Climatologie
Le climat jovinien est sensiblement le même que celui du Chablisien : tempéré de type océanique avec des tendances continentales, donc moins soumis aux influences de l'Atlantique, avec des hivers plus longs et froids, des printemps humides et des étés assez chauds et ensoleillés. Les plus grands risques sont les gelées printanières et les orages de grêle.
Pour la station météorologique d'Avallon (sur le plateau, à 245 mètres d'altitude : 47° 29′ 44″ N, 3° 53′ 54″ E), la plus proche de Vézelay 12 km à l'est, les valeurs climatiques sont :
| Mois                              | jan. | fév. | mars | avril | mai  | juin | jui. | août | sep. | oct. | nov. | déc. | année |
| --------------------------------- | ---- | ---- | ---- | ----- | ---- | ---- | ---- | ---- | ---- | ---- | ---- | ---- | ----- |
| Température minimale moyenne (°C) | 0,8  | 0,5  | 2,9  | 5,1   | 9,2  | 12,3 | 14,2 | 14,1 | 10,5 | 7,9  | 3,9  | 1,5  | 6,9   |
| Température moyenne (°C)          | 3,6  | 4,1  | 7,7  | 10,6  | 14,6 | 17,9 | 20,1 | 20,1 | 15,9 | 12,2 | 7    | 4,1  | 11,5  |
| Température maximale moyenne (°C) | 6,4  | 7,8  | 12,5 | 16    | 20   | 23,6 | 26   | 26,1 | 21,4 | 16,5 | 10,1 | 6,7  | 16,1  |
| Nombre de jours avec gel          | 14,2 | 13,1 | 8,1  | 2,8   | 0,1  | 0    | 0    | 0    | 0    | 1,5  | 6    | 12,3 | 58,1  |
| Précipitations (mm)               | 63,4 | 51,3 | 56,8 | 71,4  | 77   | 72   | 67,7 | 67,7 | 67,9 | 75,1 | 76,8 | 75,4 | 822,6 |

| Diagramme climatique                                  |            |             |           |         |            |            |              |              |             |             |            |
| J                                                     | F          | M           | A         | M       | J          | J          | A            | S            | O           | N           | D          |
| 6,40,863,4                                            | 7,80,551,3 | 12,52,956,8 | 165,171,4 | 209,277 | 23,612,372 | 2614,267,7 | 26,114,167,7 | 21,410,567,9 | 16,57,975,1 | 10,13,976,8 | 6,71,575,4 |
| Moyennes : • Temp. maxi et mini °C • Précipitation mm |            |             |           |         |            |            |              |              |             |             |            |

## Vignoble

### Présentation
Le vignoble s'étend sur les communes de Vézelay, Asquins, Saint-Père et Tharoiseau. L'aire d'appellation couvre 256 hectares, mais la majorité n'est pas plantée : selon le service des Douanes, la superficie revendiquée en 2023 sous l'appellation est de 79 hectares (sur les 90 du vignoble vézelien). La production est d'environ 2 800 à 3 000 hectolitres les bonnes années.

### Encépagement

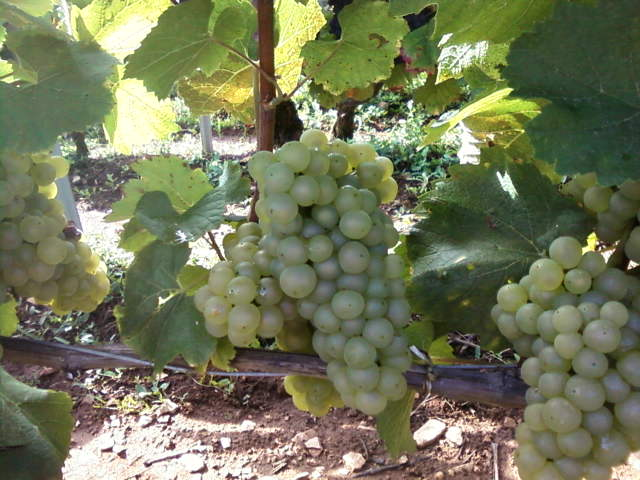
Grappes de chardonnay.

Le chardonnay est le seul cépage autorisé pour l'AOC vézelay. Ses grappes sont relativement petites, cylindriques, moins denses que celles du pinot noir, constituées de grains irréguliers, assez petits, de couleur jaune doré. De maturation de première époque comme le pinot noir, il s'accommode mieux d'une humidité de fin de saison avec une meilleure résistance à la pourriture s'il n'est pas en situation de forte vigueur. Il est sensible à l'oïdium et à la flavescence dorée. Il débourre un peu avant le pinot noir, ce qui le rend également sensible aux gelées printanières. Les teneurs en sucre des baies peuvent atteindre des niveaux élevés tout en conservant une acidité importante, ce qui permet d'obtenir des vins particulièrement bien équilibrés, puissants et amples, avec beaucoup de gras et de volume.

### Méthodes culturales

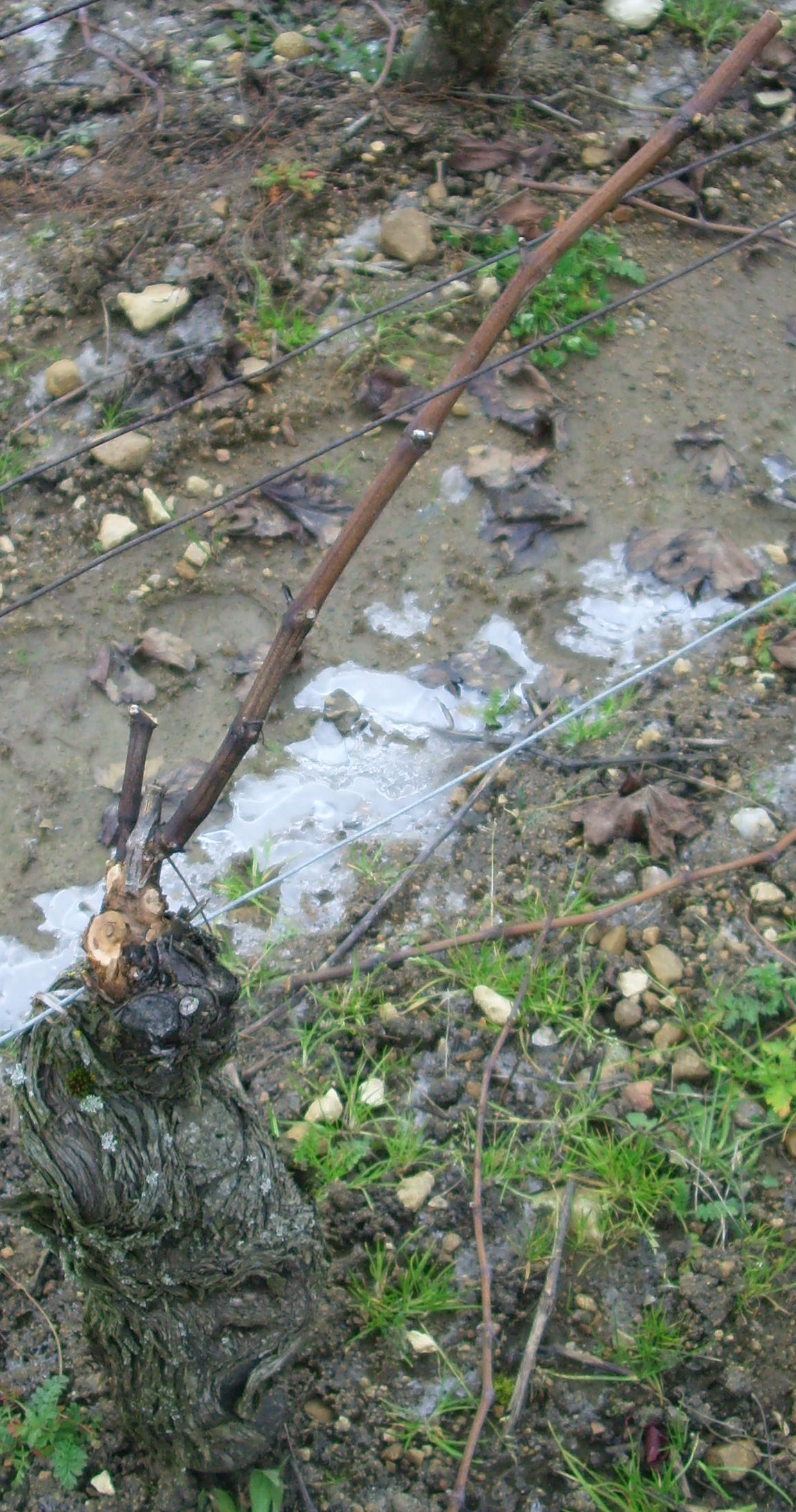
Pied de vigne taillé en « Guyot simple ».

#### Travail manuel
Ce travail commence par la taille, en « guyot simple », avec une baguette de cinq à huit yeux et un courson de un à trois yeux. Le tirage des sarments suit la taille. Les sarments sont enlevés et peuvent être brûlés ou mis au milieu du rang pour être broyés. On passe ensuite aux réparations. Puis vient le pliage des baguettes. Éventuellement, après le pliage des baguettes, une plantation de nouvelles greffes est réalisée. L'ébourgeonnage peut débuter dès que la vigne a commencé à pousser. Cette méthode permet, en partie, de réguler les rendements. Le relevage est pratiqué lorsque la vigne commence à avoir bien poussé. En général, deux à trois relevages sont pratiqués. La vendange en vert est pratiquée de plus en plus dans cette appellation. Cette opération est faite dans le but de réguler les rendements et surtout d'augmenter la qualité des raisins restants. Pour finir avec le travail manuel à la vigne, se réalise l'étape importante des vendanges.

#### Travail mécanique
L'enjambeur est d'une aide précieuse. Les différents travaux se composent du broyage des sarments, réalisé lorsque les sarments sont tirés et mis au milieu du rang. De trou fait à la tarière, là où les pieds de vignes sont manquants, en vue de planter des greffes au printemps. De labourage ou griffage, réalisé dans le but d'aérer les sols et de supprimer des mauvaises herbes. De désherbage fait chimiquement pour tuer les mauvaises herbes. De plusieurs traitements des vignes, réalisés dans le but de les protéger contre certaines maladies cryptogamiques (mildiou, oïdium, pourriture grise, etc.) et certains insectes (eudémis et cochylis). De plusieurs rognages consistant à reciper ou couper les branches de vignes (rameaux) qui dépassent du système de palissage. Des vendanges mécaniques se réalisant avec une machine à vendanger ou une tête de récolte montée sur un enjambeur.

### Rendements
Selon le cahier des charges de l'appellation, le rendement maximum doit être de 54 hectolitres par hectare, pouvant monter jusqu'au rendement butoir fixé à 60 hl/ha.
Les rendements moyens déclarés récemment sont  :
| Année | Superficie (ha) | Production (hl) | Rendement (hl/ha) |
| ----- | --------------- | --------------- | ----------------- |
| 2020  | 81              | 2 814           | 35                |
| 2021  | 77              | 749             | 10                |
| 2022  | 78              | 2 829           | 36                |
| 2023  | 79              | 3 554           | 45                |
| 2024  | 72              | 691             | 10                |

Le vignoble du vézelay, comme tous ceux de l'Yonne, sont sensible aux aléas climatiques et a connu des années à rendement très bas en 2021 et 2024.

## Vins

### Titres alcoométriques volumique minimal et maximal
| AOC                           | Blanc   | Blanc   |
| Titre alcoométrique volumique | minimal | maximal |
| Régionale                     | 11 %    | 13 %    |

### Vinification et élevage
Voici les méthodes générales de vinification de cette appellation. Il existe cependant des petites différences de méthode entre les différents viticulteurs et négociants.

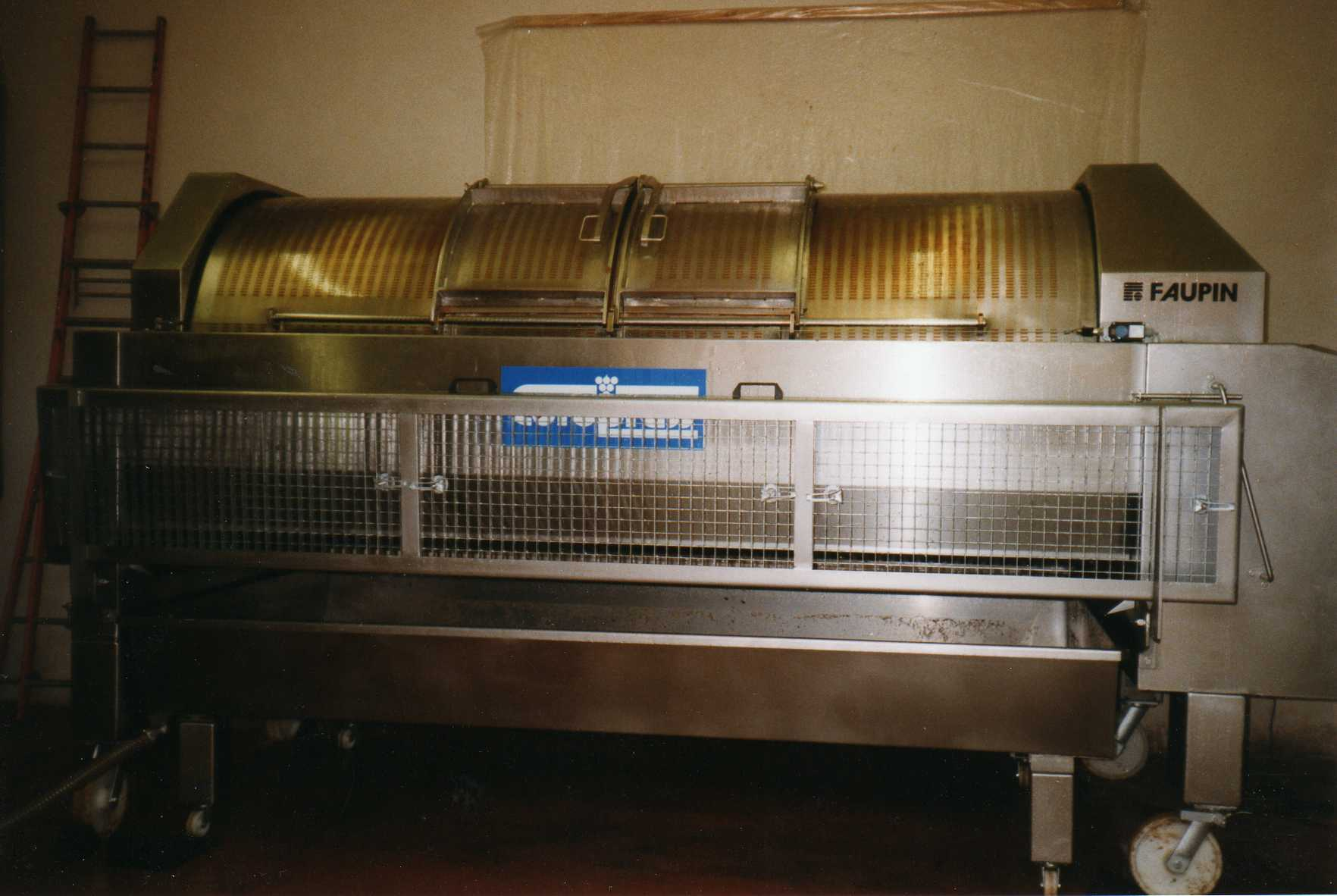
Pressoir pneumatique servant au pressurage

La récolte est manuelle ou mécanique et peut être triée. Les raisins sont ensuite transférés dans un pressoir pour le pressurage. Une fois le moût en cuve, le débourbage est pratiqué généralement après un enzymage. À ce stade, une stabulation préfermentaire à froid (environ 10 à 12 degrés pendant plusieurs jours) peut être recherchée pour favoriser l'extraction des arômes. Mais le plus souvent, après 12 à 48 heures, le jus clair est soutiré et mis à fermenter. La fermentation alcoolique se déroule avec un suivi tout particulier pour les températures qui doivent rester à peu près stables (15 à 24 degrés). La chaptalisation est aussi pratiquée pour augmenter le titre alcoométrique volumique si nécessaire. La fermentation malolactique est réalisée en fûts ou en cuves. Les vins sont élevés sur lies, en fûts, dans lesquels le vinificateur peut réaliser un bâtonnage, c'est-à-dire une remise en suspension des lies. Cette opération peut être répétée plusieurs fois, pendant les plusieurs mois de l'élevage des blancs. À la fin, le collage ou la filtration du vin peuvent être pratiqués pour rendre les vins plus limpides. La mise en bouteille clôture le processus.

### Terroir et vins
L'étude du vocabulaire vigneron du vézélien nous renseigne sur les usages et expressions nombreuses liées à la vigne sur le terroir de Vézelay.

## Économie

### Structure des exploitations
Il existe vingt-cinq domaines[réf. nécessaire] de tailles différentes. Ces domaines mettent tout ou une partie de leurs propres vins en bouteilles et s'occupent aussi de le vendre. Les autres, ainsi que ceux qui ne vendent pas tous leurs vins en bouteilles, les vendent aux maisons de négoce.
Les maisons de négoce achètent leurs vins, en général, en vin fait (vin fini) mais parfois en raisin ou en moût. Elles achètent aux domaines et passent par un courtier en vin qui sert d'intermédiaire moyennant une commission de l'ordre de 2 % à la charge de l'acheteur.
Douze vignerons travaillent avec la cave coopérative (cave des Vignerons de la Colline Éternelle, à Saint-Père, créée en 1989), mutualisant l'équipement, la vinification et la vente.

### Commercialisation
La commercialisation de cette appellation se fait par divers canaux de vente : dans les caveaux du viticulteur, dans les salons des vins (vignerons indépendants, etc.), dans les foires gastronomiques, par exportation, dans les Cafés-Hôtels-Restaurants (C.H.R), dans les grandes et moyennes surfaces (G.M.S).

### Producteurs de l'appellation
- Domaine La Cadette, à Saint-Père ;
- Domaine Dupont Yves et Delphine, à Saint-Père ;
- Domaine Montanet-Thoden, à Saint-Père ;
- Domaine Hervé Eypert, à Tharoiseau ;
- Domaine Camu Frères, à Vézelay ;
- Cave des Vignerons de la Colline Eternelle, à Saint-Père ;
- Domaine des Coeuriots, à Saint-Père ;
- Le Cellier de l'Abbaye, à Vézelay ;
- Domaine La Croix Montjoie, à Tharoiseau[28].